# Жад
Жад е декоративна скала, известна най-вече заради зелените си разновидности, използвани предимно в азиатското изкуство и в Русия. Терминът жад е събирателно наименование за две различни метаморфни скали, съставени от различни силикатни минерали, които на вид често са трудно различими един от друг:
- Нефрит – състои се от микрокристална влакнеста матрица от богата на калций и магнезий-желязо амфиболна минерална серия тремолит. Средният вариант от тази серия със средно съдържание се нарича актинолит. Колкото по-високо е съдържанието на желязо, толкова по-зелен е цветът.
- Жадеит – представлява пироксен, богат на натрий и алуминий. Скъпата форма на жадеита е в кристална форма – микрокристален израстък от жадеитови кристали.

## Етимология
Думата жад произлиза от испанското (през френското l'ejade и латинското ilia – „хълбоци, бъбречна област“) пиедра де ихада (на испански: piedra de ijada) (упоменато за пръв път през 1565 г.) или „кръстов камък“ от предполагаемата си ефикасност при лекуване на заболявания на кръста и бъбреците, вж. Нефрит. Нефрит произлиза от латинския превод lapis nephriticus на испанското piedra de ijada.

## Общ преглед

### Нефрит и жадеит
Поради своята твърдост и здравина нефритът и жадеитът се използват от праисторическо време за дялане на твърди камъни. Жадеитът има същата твърдост като кварца – между 6 и 7. Нефритът е малко по-мек (между 6 и 6,5), така че може да бъде обработван с кварц или гранат и полиран с бамбук. За сметка на това е по-издръжлив (по-устойчив на счупване) в сравнение с жадеита. Едва през XIX век френският минералог Огюстен Дамур (1808 – 1902) открива, че „жад“ са всъщност два минерала.
Преди да станат достъпни технологиите за металообработване, от жад се изработват декоративни предмети. Сред най-ранните жадови артефакти, изкопани от праисторически обекти, са прости орнаменти с мъниста, копчета и цилиндрични форми. По-късно жадът е използван за направата на брадви, ножове и други оръжия, които могат да бъдат деликатно оформени.

### Нестандартни варианти
Нефритът може да бъде намерен в кремисто бяла форма, както и в разнообразие от зелени цветове, докато жадеитът има повече вариации, включващи синьо, червено, черно, тъмнозелено, лавандулово и бяло. Жадеитът е по-рядък, документиран на по-малко от 12 места по света. Най-скъпият му вариант е полупрозрачен, изумрудено зелен. Светлозелен жадеит от Гватемала е бил високо ценен в Мезоамерика, а ярко зелен жадеит от Бирма става предпочитаният камък от китайските императори през XIX век. Бирма и Гватемала са основните източници на съвременен жадеит. В някои региони в Северна Бирма жадеитът се добива и изнася вече над сто години. Канада произвежда по-големия дял от шлифован нефрит. Нефритът е използван основно преди XIX век в Китай, Нова Зеландия и Тихоокеанското крайбрежие. Жадеитът, освен в Мезоамерика, е бил използван в новокаменните японски и европейски култури.

## История

### България
В центъра на Кърджали е открит нефритен амулет във формата на свастика, датиран на възраст 8000 години. Подобен има в Слатина и на други места на Балканите.

### Китай
През новокаменната епоха ключовите познати източници на нефритен жад в Китай за сечива и церемониални предмети се намират във вече изчерпаните находища при делтата на Яндзъ и в района на Ляонин. Жадът се добива още от 6000 г. пр.н.е. Използван е за направата на най-различни предмети, от декоративни домашни предмети до погребални костюми („нефритов принц“). Минералът е считан за „императорски скъпоценен камък“. От най-ранните китайски династии до днешно време, най-използваните находища на минерала са не само тези в Хотан в Синдзян, но и в Шънси. В тези райони бели и зеленикави нефрити се добиват не само в малки кариери, но и под формата на малки камъчета в реките, течащи от Кунлун на изток към Такламакан. Кралство Хотан, намиращо се на южното разклонение на Пътя на коприната, е плащало годишна такса на императорския двор на Китай и таксата е плащана в най-ценните бели жадове. В Императорския дворец те са преработвани в обекти на изкуството от квалифицирани занаятчии, тъй като жадът е имал по-висока цена от златото и среброто. Жадът става любимия материал на китайските учени за изработка на обекти, като поставки за калиграфки четки или мундщуци за лули, поради вярването, че вдишването през жад дарява дълголетие на пушачите, които използват такива лули.
Жадеитът със своите светли изумрудено зелени, розови, лавандулови, оранжеви и кафяви окраски е внесен от Бирма в Китай едва след 1800 г. Бързо става почти толкова популярен, колкото нефрита, и става предпочитан сред новите богаташи на династията Цин, докато учените все още имат силна привързаност към нефрита, който те считат за символ на благородство.
В историята на изкуството в Китайската империя, жадът има специално значение, сравнимо с това на златото и диамантите на запад. Жадът е използван за фини обекти и ритуални фигури, както и за декорация на гробове на висши членове на императорското семейство. Поради това си значение и издигащата се средна класа в Китай, днес най-добрият жад, намерен във вид на самородни късчета „овча мазнина“ – наречен така, заради мраморно белия си цвят, се продава на цена, десетократно по-висока в сравнение с тази от преди десет години.

### Индия
Джайнисткият храм в Коланпак, Андхра Прадеш, Индия е дом на 1,5-метрова скулптура на Махавира, която е изваяна изцяло от жад. Това е най-голямата скулптура в света, направена от монолитен къс жад. Индия също е известна със занаятчийската си традиция за използване на големи количества зелен серпентин или фалшив жад, добиван основно в Афганистан за производството на бижута и орнаменти.

### Корея
Използването на жад и други зелени камъни е дългогодишна традиция в Корея. (ок. 850 г. пр.н.е. – 668 г.). Жад може да се намери в малки количества около полуземлянки и погребения. Занаятчийското производство на малки жадове във формата на запетайка или тръба в южните части на Корея води началото си между 850 – 550 г. пр.н.е. След като държавите на корейския полуостров се обединяват през 668 г., широката популяризация на смъртни ритуали, свързани с будизма, водят до спад в използването на жад при погребения.

### Маори
Жадът в Нова Зеландия играе важна роля в културата на маорите. Счита се за таонга или съкровище, а използването му е защитено и внимателно наблюдавано. Намира се само на Южния остров, който на маорски е познат като Te Wahi Pounamu – „Мястото на зеления камък“.
От него се правят инструменти, оръжия и орнаменти, по-конкретно тесли, тояги и медальони. Вярва се, че имат собствена мана и се поднасят като дарове при сключване на важни споразумения. Нефритените бижута с маорски дизайн са широко популярни сред местни и туристи, въпреки че част от използвания жад вече се внася от Британска Колумбия и другаде.

### Канада
Жадът за пръв път е идентифициран в Канада от китайски заселници в Британска Колумбия през 1886 г. По това време жадът е считан за безполезен, тъй като се е търсело злато. Минералът е комерсиализиран в Канада едва през 1970-те години.

### Мезоамерика
Жадът е рядък и ценен материал в доколумбова Мезоамерика. Единственият източник, от който различни туземни култури като олмеките и маите добивали жад, бил долината на река Мотагуа в Гватемала. Жадът е бил елитна стока и обикновено е бил гравиран по различни начини, било за изписване на йероглифи, или оформян със символични фигури. Материалът е бил натоварен с много символика и често се е използвал при представянето на идеологични обичаи или ритуали.

### Русия
В Русия нефрит се добива на различни места в Източен Сибир и най-вече в Саянските планини. Основните находища се намират в Бурятия, а добивът основно отива за износ в Китай. Добивът започва през XIX век. В Русия се използва за изработка на дребни украшения и сувенири, но също и за вътрешна облицовка и украса на руски православни събори. Имало е идея от нефрит да се изработи саргокофаг за император Александър III, но не се стига до реализация.

### Узбекистан
От нефрит са изградени саркофазите на Тимур (Тамерлан) и на неговите две съпруги, намиращи се в неговата гробница в Самарканд.